# Берекеші
Берекеші́ (каз. Берекеші) — село у складі Шетського району Карагандинської області Казахстану. Входить до складу Талдинського сільського округу.
Населення — 70 осіб (2021; 101 у 2009, 129 у 1999, 186 у 1989).
Національний склад станом на 1989 рік:
- казахи — 100 %.

Станом на 1989 рік село називалось Комсомол, у радянські часи мало також назву Кулан.